# Unione Sportiva Imperia 1931-1932
Questa voce raccoglie le informazioni riguardanti l'Unione Sportiva Imperia nelle competizioni ufficiali della stagione 1931-1932.

## Rosa
| N. |                   | Ruolo | Calciatore                |
| -- | ----------------- | ----- | ------------------------- |
|    | Italia (bandiera) | P     | Enrico Carzino (capitano) |
|    | Italia (bandiera) | D     | Mario Anzi                |
|    | Italia (bandiera) | D     | Santiago Bay              |
|    | Italia (bandiera) | D     | Angelo Casazza            |
|    | Italia (bandiera) | D     | Antonio Conterno          |
|    | Italia (bandiera) | C     | (?) Cagno                 |
|    | Italia (bandiera) | C     | Geanesi Paolo             |
|    | Italia (bandiera) | C     | Grosso Giuseppe I         |

| N. |                   | Ruolo | Calciatore         |
| -- | ----------------- | ----- | ------------------ |
|    | Italia (bandiera) | C     | Pietro Repetto     |
|    | Italia (bandiera) | C     | Grosso Giuseppe II |
|    | Italia (bandiera) | A     | Ugo Magnetto       |
|    | Italia (bandiera) | A     | Mantero Giovanni   |
|    | Italia (bandiera) | A     | Cesare Testera     |
|    | Italia (bandiera) | D     | Stegani Adriano    |
|    | Italia (bandiera) | D     | Massobrio          |

## Calciomercato
L'Unione Sportiva Imperia si rinforza con gli acquisti dei difensori Bay, Casazza, Conterno, Massobrio e Ponzone, e in porta con il esperto Enrico Carzino, capitano della squadra.
| Acquisti | Acquisti       | Acquisti    | Acquisti |
| R.       | Nome           | da          | Modalità |
| -------- | -------------- | ----------- | -------- |
| P        | Enrico Carzino | Genova 1893 |          |

| Cessioni | Cessioni       | Cessioni        | Cessioni   |
| R.       | Nome           | a               | Modalità   |
| -------- | -------------- | --------------- | ---------- |
| C        | Ercole Carzino | Sampierdarenese | Definitivo |
| A        | Pietro Scevola | -               | svincolato |